# Портрет Диего де Вильямайора
«Портрет Дие́го де Вильямайо́ра» — картина испанского художника Хуана Пантохи де ла Круса из собрания Государственного Эрмитажа.
На картине изображён молодой человек в парадных рыцарских доспехах с воротником-горгерой. Правой рукой он опирается на шлем, левой — на эфес шпаги. На его груди висит знак ордена Алькантары. Вверху надпись на латинском языке с использованием лигатур: DI DAC VMAO / ÆTATIS SVÆ. 17. ANNO. 1605. (В возрасте 17 лет). Справа внизу имеется подпись художника с использованием лигатур, диграфов и аббревиатур, а также дата; в развёрнутом виде вся надпись читается как Joanes Pantoja de la Crus. Faciebat 1605. В правом нижнем углу красной краской нанесены цифры 4172, они соответствуют номеру картины по рукописному генеральному каталогу Эрмитажа, начатому в 1797 году.

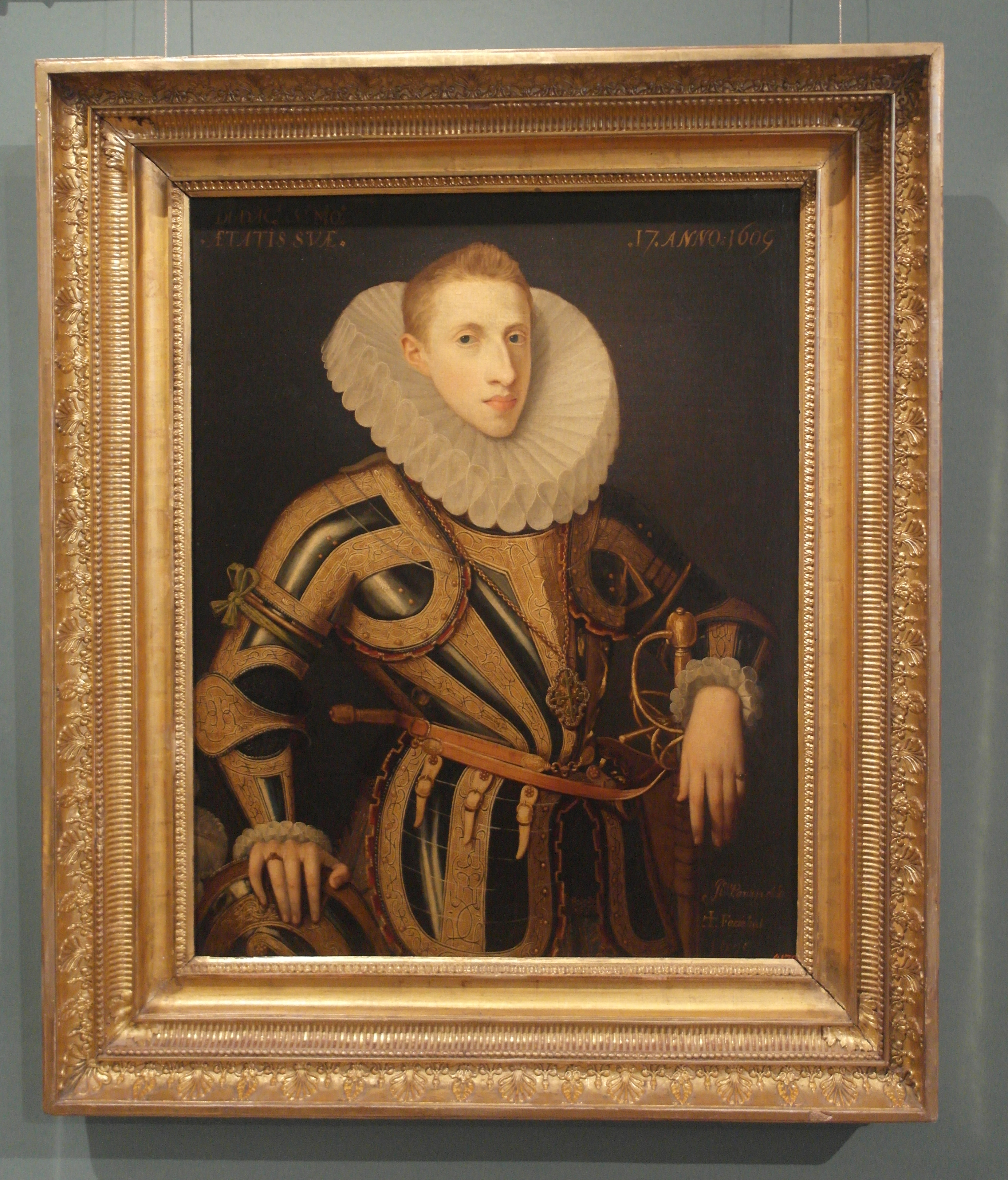
Картина в раме

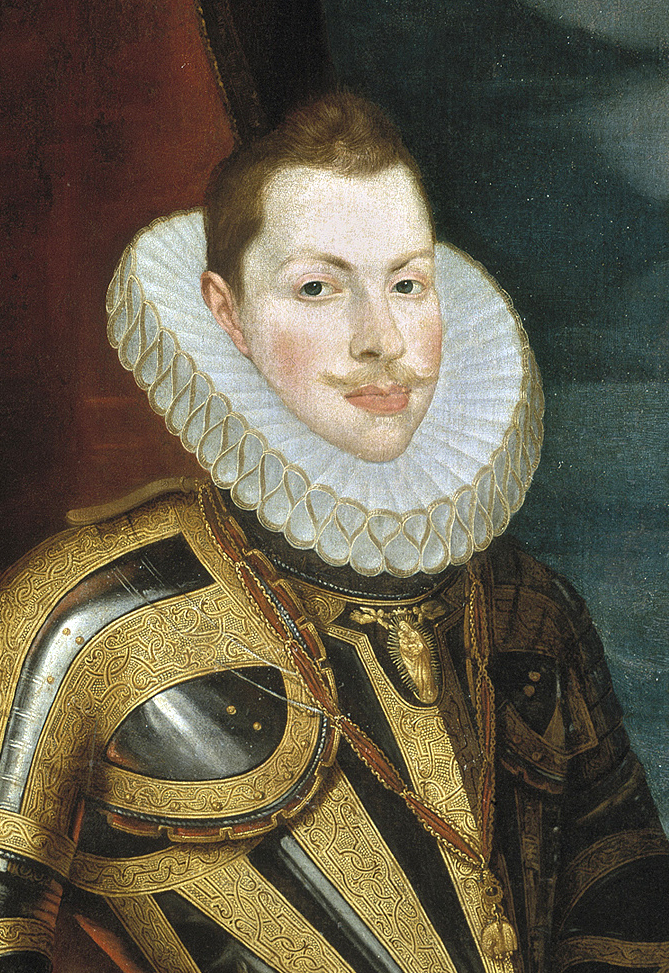
Портрет Филиппа III Габсбурга кисти того же автора (1606). Внешнее сходство даёт основание предполагать, что Диего де Вильямайор приходился Филиппу младшим единокровным братом

Как следует из подписи, изображённому человеку в момент написания картины было 17 лет, соответственно он был около 1588 года рождения. Верхняя надпись явным образом содержала аббревиатурное написание имени изображённого, однако долгое время она не поддавалась расшифровке. Идентификации персонажа также мешало ошибочное прочтение даты рядом с указанием возраста: верхнее число первоначально было прочитано как 1609, но после тщательного палеографического анализа стало ясно, что эту дату следует читать как 1605; последней цифрой оказалась 5 в староарабском начертании. А после поднятия генеалогических источников удалось определить имя изображённого. Им оказался Дие́го Сармие́нто де Сотомайо́р и Лу́на де Вильямайо́р, сын Диего Сармиенто де Сотомайора Старшего, приближённого испанских королей Филиппа II и Филиппа III.
Сам молодой человек на момент написания картины был камергером короля Филиппа III и комиссаром военных сил Испании. Некоторыми исследователями было обращено внимание на явное внешнее сходство изображённого с представителями дома Габсбургов и высказано предположение, что он мог быть бастардом испанской королевской семьи, вероятно даже самого Филиппа II, учитывая схожесть Вильямайора с его сыном Филиппом III.
Как следует из подписи художника, картина написана в 1605 году, обстоятельства её создания и первоначальные владельцы неизвестны. В начале XIX века она принадлежала английскому банкиру Уильяму Кузвельту и находилась в Амстердаме. В 1814 году эта картина, вместе со всей амстердамской частью собрания Кузвельта, была приобретена императором Александром I и вошла в состав собрания Императорского Эрмитажа. В 1834 году передана в Царскосельский арсенал, однако в 1888 году возвращена в Эрмитаж. Выставляется в здании Нового Эрмитажа в зале 240 (Испанский кабинет).
Хранитель испанской живописи в Государственном Эрмитаже Л. Л. Каганэ, анализируя картину, отмечала:

Согласно существовавшему в начале XVII века обычаю писать мужские портреты в вооружении, Пантоха облачает тщедушного подростка в доспех. При этом силуэт фигуры приобретает внушительную монументальность. Развёрнутый на плоскости воротник с симметрично сходящимися к лицу линиями складок подчёркивает гордую осанку. Неподвижность позы, скованность жеста, богатый орнамент доспеха создают впечатление особой торжественности. Используя формальные приёмы, Пантоха придаёт образу значительность, но вместе с тем откровенно раскрывает его отрицательные стороны. С портрета смотрит на зрителя человек кичливый, надменный и бездушный… В изображении удивительно сочетаются репрезентативность и беспощадное разоблачение.